# Fido (film)
Fido è un film del 2006 diretto da Andrew Currie.

## Trama
Stati Uniti - anni '50, la Guerra degli Zombi causata da delle misteriose radiazioni spaziali è appena terminata: un documentario televisivo in bianco e nero ripercorre le tappe che hanno portato il Paese a creare zone altamente protette, dove i normali cittadini possono vivere la loro vita tranquillamente, lontani dalle preoccupazioni e dai pericoli ancora presenti in gran parte delle aree non bonificate. I nuovi centri urbani possono contare per di più su una nuova razza di servitori zombi, resi mansueti da una collare elettronico inventato dalla compagnia Zomcon, che si occupa anche della sicurezza nazionale per la difesa dagli attacchi di zombi.
Ed è proprio in uno di questi centri urbani, Willard, che vive Timmy Robinson: un ragazzino timido e introverso, senza amici.
La vita di Timmy è destinata a cambiare quando sua madre decide che anche per loro è arrivato il momento di possedere uno zombi.
All'inizio sia Timmy che suo padre non vedono di buon occhio il nuovo arrivato, tanto più che il suo apporto al benessere familiare è piuttosto scarso. Ma un giorno che Timmy si reca a giocare nel parco, il suo zombi interviene inaspettatamente a salvarlo dall'aggressione di due bulli, compagni di scuola di Timmy. È l'inizio di una grande amicizia tra i due, tanto che Timmy decide di dare anche un nome al suo nuovo amico: Fido.
Purtroppo mentre Fido cerca di recuperare la palla da baseball lanciatagli da Timmy, un'anziana signora - vicina di casa di Timmy, credendosi aggredita, colpisce Fido fino a che il suo collare elettronico si rompe, e lo zombi ritornato al suo stato naturale sbrana la signora. Quando la notte stessa Timmy ritorna nel parco per seppellire il cadavere della signora morta, la trova già trasformata in uno zombi. Pur riuscendo a ucciderla, Timmy non riesce però ad impedire che la signora morda a sua insaputa un uomo andato nel parco per portare a passeggio il suo cane.
È l'inizio di una nuova epidemia all'interno della tranquilla cittadina di Willard, della quale si dovrà occupare immediatamente la Zomcon - capitanata da Mr. Bottoms, ex eroe della Guerra di Zombi e anche lui vicino di casa della famiglia Robinson.
Con un padre anaffettivo e spesso assente e una madre troppo occupata a ingraziarsi le vicine di casa, adesso che anche lei possiede uno zombie, Timmy si lega sempre più al suo nuovo amico e la sua amicizia viene ricambiata.
Un giorno, mentre Timmy e Fido stanno passeggiando in aperta campagna, vengono assaliti dai due bulli del parco. Timmy viene legato ad un albero e a Fido viene rotto il collare in modo che possa attaccare il suo amico. Ma lo zombi attacca invece i due ragazzini - e mentre uno muore, ucciso per errore dal colpo di fucile del suo amico, l'altro viene divorato da Fido. Purtroppo Fido non è in grado di sciogliere Timmy ed è costretto ad andare a chiamare sua madre. La sig.ra Robinson si precipita da suo figlio giusto in tempo per salvarlo dall'attacco dei due bulli trasformatisi in zombi.
Ormai Timmy, sua madre e Fido compongono un trio affiatato, a tutto discapito del padre che comincia ad accorgersi del suo isolamento in seno alla famiglia. Ma una mattina Timmy si sveglia e scopre che la Zomcon - che ormai ha risolto la crisi scoppiata a Willard, porta via Fido: sospettato di essere stato lui a scatenarla dopo il ritrovamento della palla da baseball di Timmy nel parco.
Timmy non si rassegna a perdere così il suo amico e, aiutato dal suo vicino di casa e dalla sua fidanzata zombi, Tammy, si reca alla fabbrica della Zomcon dove Fido è stato rinchiuso. Mr. Bottoms però lo trova e lo getta oltre le recinzioni dove vivono ancora zombi allo stato selvaggio. In suo aiuto arrivano il padre di Timmy in cerca di riconquistare l'affetto di suo figlio - e Fido, che nel frattempo è riuscito a scappare. Nella colluttazione che segue il padre di Timmy resta ucciso, e al ragazzo - che nel frattempo è riuscito a rientrare nella zona sicura delle recinzioni - non resta che manomettere il collare di Fido, che si getta su Bottoms e lo divora.
Mentre nella fabbrica della Zomcon si scatena una nuova epidemia, grazie agli zombi riusciti a oltrepassare le recinzioni - Timmy, Fido e la sig.ra Robinson ritornano a casa, portandosi via il cadavere del padre di Timmy.
Tempo dopo, l'epidemia scoppiata alla Zomcon viene definitivamente risolta e Timmy, sua madre e Fido tornano a casa.
Una volta celebrato il funerale del padre, la famiglia organizza un barbecue in giardino al quale partecipano tra l'altro anche la stessa vedova Bottoms con la figlia, che arriva con un nuovo zombi domestico al guinzaglio: lo stesso Mr. Bottoms, suo padre.

## Produzione
Le riprese si sono svolte a Kelowna, per 35 giorni. Il regista Andrew Currie voleva realizzare un film tra 2 generi per rendere il risultato meno prevedibile. La sceneggiatura è stata originariamente scritta nel 1994.

## Accoglienza

### Incassi
Nonostante le recensioni positive e il grande successo di critica, Fido non ha incassato al botteghino quanto ci si aspettava. Con un budget stimato intorno agli 8 milioni di $, il film ha avuto uno dei peggiori ritorni commerciali di tutti i tempi incassando appena 426.224$ di cui 304.553$ negli Stati Uniti.

## Edizione Home Video
Negli Stati Uniti il DVD è stato pubblicato e messo in vendita il 23 Ottobre 2007, con un ricavo di 2.97 milioni di $.

### Critica
- «Quasi si proponesse come un possibile seguito al primo film del genere di George A. Romero (La notte dei morti viventi, 1968), Fido si diverte a mettere in ridicolo una società - quella americana tra la fine della seconda guerra e gli anni '60 - che ha fatto del benessere a tutti i costi l'unico valore possibile».[3]

## Riconoscimenti
- Gerardmer
  - Special Jury Prize and Best Film Score
- Vancouver Critics Circle
  - Best Film
  - Best Actress (Carrie-Ann Moss)
- Toronto International Film Festival
  - Opening Film, Perspectives Canada